# 佛洛
佛洛，托爾金小說的虛構角色。
佛洛是都靈後裔的矮人。佛洛及丹恩一世於伊瑞德米斯林被惡龍所殺。都靈部族的領袖由佛洛的兄弟索爾繼任，索爾建立了孤山王國，但大部分都靈子民卻跟隨索爾之弟葛爾到鐵丘陵。